# Massimo Sgarlata Lattmann
Massimo Sgarlata Lattmann (* 29. April 1943 in Varese, Italien) ist ein schweizerisch-italienischer Autor.

## Leben
Er ist der Sohn der Schriftstellerin Silvana Lattmann.
Lattmann wuchs in Varese, Mailand und Rom auf. 1954 zog er mit der Mutter, die Charles Lattmann heiratete, in die Schweiz. 1961 absolvierte er die eidgenössische Maturität und studierte daraufhin an der ETH Zürich. Er schloss das Studium 1965 in physikalischer Chemie ab und promovierte 1968 bei August Guyer zum Dr.-Ing. ETH. Seine Dissertation wurde mit der ETH-Medaille ausgezeichnet. Danach arbeitete er bei Dow Chemical sowie bei Contraves.
Er ist verheiratet, hat zwei Töchter und lebt in Klosters und Rüschlikon.

## Unternehmertum
1974 gründete er mit einem Studienkollegen die Instrumatic, eine Firma, die elektronische und Software-Systeme herstellte und in ganz Europa tätig wurde. Mit deren Systemen wurde das erste „Fly-by-Wire“ Flugzeug von Airbus programmiert. 1990–2003 war er Präsident des Branchenverbandes Swiss Automatik Pool.

### Venture Capital
Er verkaufte die Instrumatic AG 1991 und widmete sich fortan als Investor und Coach technologischen Start-Up Firmen. In den 90er Jahren engagierte er sich auch in der Öffentlichkeit und in den Medien für die Förderung des für die Schweiz unbekannten Themas des Venture Capitals. Von ihm stammt der Satz: „Man sollte nicht von Risiko-, sondern Chancen-Kapital sprechen.“ 1994 wurde er von der WAK (Kommission für Wirtschaft und Abgaben) des Nationalrates zu Hearings eingeladen; in der Folge wurde ein Gesetz zur Förderung von Risikokapitalgesellschaften verabschiedet. (Bundesgesetz über die Risikokapitalgesellschaften (BRKG), 1999/2000). Er schloss sich der von Branco Weiss neugegründeten Swiss Venture Capital Association an, die später in SECA (Swiss Private Equity and Corporate Finance Association) umgetauft wurde. 1996 gründete er die erste Venture-Capital-Firma in der Schweiz, die Venture Partners AG, die zwei Fonds, MiniCap und Renaissance, aufbaute, die u. a. die erfolgreiche Actelion mitfinanzierten. Im Jahre 2000 übernahm er das Präsidium der SECA und formte sie von einem lockeren «Club» zu einer respektierten Institution um; 2009 wurde er zum Ehrenmitglied auf Lebenszeit ernannt. 1996–2006 war er Dozent an der ETH mit einer Vorlesung über „Gründung, Aufbau und Führung neuer Unternehmen“.

## Veröffentlichungen
Lattmann publizierte schwerpunktmässig zum Thema Management und Innovation durch Startups, mehrheitlich in Zeitungsartikel und -Interviews und galt in den 90er Jahren als ein Venture Capital Pionier. Er fasste seine Erfahrungen in einem Buch zusammen. Ferner schrieb er Essays zu Ethik im Management und zu volkswirtschaftlichen Themen.
- Zur Dimensionierung katalytischer Festreaktoren. Dissertation. ETH Zürich, 1969, doi:10.3929/ethz-a-000093403.
- mit Sita Mazunder: Erfolgsfaktoren innovativer Unternehmen. Entrepreneurship, Strategie, Kultur aus unternehmerischer Erfahrung. NZZ Libro, Zürich 2007, ISBN 978-3-03823-323-7.
- Unternehmung und Unternehmer im Spannungsfeld von Wissen und Gewissen. In: Wissen und Gewissen. Engadiner Kollegium, M&T Verlag, Zürich 1987, ISBN 3-7265-0105-8.
- Ethik, Technik, Management. In: Ethik und Technik. Engadiner Kollegium, M&T Verlag AG, Zürich 1989, ISBN 3-7265-0107-1.
- Zeit – das gelebte Paradoxon. In: zeit und Zeitlosigkeit. Engadiner Kollegium, NZN Buchverlag AG, Zürich 1994, ISBN 3-85827-101-2.